# Ateleute nigriventris
Ateleute nigriventris là một loài tò vò trong họ Ichneumonidae.